# Соколовка (Западно-Казахстанская область)
Соколовка — бывшее село в Зеленовском районе Западно-Казахстанской области Казахстана. Входило в состав Железновского сельского округа. Упразднено в 2011 году. Находились примерно в 30 км к северо-западу от села Перемётное.

## Население
В 1999 году население села составляло 130 человек (66 мужчин и 64 женщины). По данным переписи 2009 года, в селе проживало 11 человек (7 мужчин и 4 женщины).